# Thanh xuân vật vã
Thanh xuân vật vã hoặc Đời tôi hạng bét (Hangul: 쌈 마이웨이; RR: Ssam Maiwei) là một bộ phim truyền hình hài, lãng mạn của Hàn Quốc với sự tham gia của Park Seo-joon, Kim Ji-won, Ahn Jae-hong và Song Ha-yoon. Bộ phim được khởi chiếu trên kênh truyền hình KBS2 vào thứ Hai và thứ Ba hàng tuần trong khung giờ 21:00 (KST), bắt đầu từ ngày 22 tháng 5 năm 2017, kết thúc vào ngày 11 tháng 7 năm 2017.
Bộ phim dẫn đầu trong toàn bộ thời gian phát sóng đứng đầu chỉ số phổ biến TV trong 3 tuần liên tiếp. Nó được ca ngợi vì cốt truyện thực tế và lối diễn xuất tuyệt vời.

## Tóm tắt nội dung
Bộ phim kể về câu chuyện của những đứa trẻ kém cỏi với những ước mơ lớn đang đấu tranh để tồn tại và phấn đấu để đạt được thành công trong sự nghiệp mà họ không đủ tiêu chuẩn. Tình bạn lâu năm nảy nở thành mối tình lãng mạn giữa hai người bạn chưa trưởng thành Ko Dong-man (Park Seo-joon) và Choi Ae-ra (Kim Ji-won), với tính cách trẻ con không thay đổi dù đã đến tuổi trưởng thành.
Nhân vật mà Park Seo-joon sẽ thể hiện là Go Dong-man, một nhân viên văn phòng. Anh luôn nhớ về những năm tháng trung học của mình, bởi khi đó, anh ta là ngôi sao thể thao của cả trường, mỗi khi khoác lên mình bộ đồng phục Taekwondo là đều khiến những người bạn học xung quanh phải trầm trồ ngưỡng mộ. Giờ đây, khi đã không còn nổi tiếng như trước đây nữa, anh chàng nhận ra rằng mình không mấy thiết tha công việc văn phòng và quyết định sẽ tham gia Giải Vô địch Đối kháng đỉnh cao với mong muốn trở thành một võ sĩ chuyên nghiệp.
Trong khi đó, Kim Ji-won sẽ vào vai Choi Ae-ra, một nhân viên phục vụ khách hàng làm việc tại một cửa hàng bách hóa. Mang trong mình tham vọng trở thành một phát thanh viên truyền hình, năm nào cô ta cũng tham gia kì thi tuyển phát thanh viên nhưng đều trượt. Đây là một cô gái biết tự đứng trên đôi chân của mình, và cô không ngừng nỗ lực để đạt được ước mơ của bản thân.
Dong-man và Ae-ra thân thiết với nhau nhất nhưng cũng là những người chịu nhiều vận rủi. Trong cuộc chiến cơm áo gạo tiền, tạm gác giấc mơ từ thuở nhỏ, họ vẫn là chỗ tựa của nhau kinh qua rất nhiều sóng gió trong cuộc sống.

## Diễn viên

### Diễn viên chính
- Park Seo-joon vai Go Dong-man[3]
  - Jo Yeon-ho vai Ko Dong-man (thời trẻ)

Một cựu vận động viên Taekwondo từng nổi tiếng nhưng phải dừng lại vì quá khứ đau khổ, giờ là một võ sĩ võ thuật hỗn hợp không tên. Sau đó, anh phải lòng người bạn thân 20 năm của mình, Choi Ae-ra, trong khi phải vật lộn giữa thành công trong sự nghiệp và tình yêu trong cuộc sống.
- Kim Ji-won vai Choi Ae-ra[4]
  - Lee Han-seo vai Choi Ae-ra (thời trẻ)

Một cô gái mạnh mẽ và ngổ ngáo. Cô làm việc như một nhân viên cửa hàng bách hóa tại bàn thông tin nhưng mơ ước trở thành một phát thanh viên. Cô đã không từ bỏ ước mơ của mình, mặc dù không đủ điều kiện và phải đối mặt với rất nhiều sự sỉ nhục đến từ đối thủ của cô trong tình yêu, Park Hye-ran. Cô tiếp tục phấn đấu để giấc mơ của mình trở thành hiện thực.
- Ahn Jae-hong vai Kim Joo-man[5]
  - Im Han-bin vai Kim Joo-man (thời trẻ)

Được ví như "bộ não" của bốn người, cũng là người thành công nhất với công việc ổn định một mạng lưới mua sắm tại nhà. Lòng trung thành và tình yêu của anh dành cho bạn gái 6 năm, Baek Seol-hee, sẽ được đưa vào thử nghiệm.
- Song Ha-yoon vai Baek Seol-hee[5]
  - Kim Ha-eun as young Baek Seol-hee (thời trẻ)

Một cô gái thích màu hồng, nữ tính có ước mơ được làm người vợ thảo hiền và đang là nhân viên dịch vụ khách hàng tại một mạng lưới mua sắm tại nhà. Trong 6 năm, thế giới của cô chỉ xoay quanh mỗi Joo-man và cô vô cùng yêu anh.

### Diễn viên phụ

#### Những người xung quanh Dong-man
- Son Byong-ho vai Go Hyung-shik

Cha của Dong-man.
- Kim Ye-ryeong vai Park Soon-yang

Mẹ của Dong-man.
- Jo Eun-yoo vai Go Dong-hee
  - Go Na-hee vai Go Dong-hee (thời trẻ)

Em gái của Dong-man.
- Lee Elijah vai Park Hye-ran[6]

Bạn gái cũ của Dong-man.
- Kim Sung-oh vai Hwang Jang-ho[7]

Huấn luyện viên và là người bạn trung thành của Dong-man.

#### Những người xung quanh Ae-ra
- Jeon Bae-soo vai Choi Cheon-gap

Cha của Ae-ra.
- Jin Hee-kyung vai Hwang Bok-hee

Chủ nhà trọ của Fantastic Four.
- Kang Ki-dong vai Jang Kyung-goo

Giám đốc sản xuất và là người quen của Ae-ra.

#### Những người xung quanh Joo-man
- Pyo Ye-jin vai Jang Ye-jin[8]

Bạn đồng nghiệp mới của Joo-man tại mạng lưới mua sắm tại nhà, bí mật là con gái của một gia đình giàu có. Cô là một thử thách tình yêu giữa Joo-man và Seol-hee dành cho nhau.
- Kim Hee-chang vai Head of Department Choi

Giám đốc của Joo-man và Ye-jin.

#### Những người xung quanh Seol-hee
- Lee Jung-eun vai Geum-bok

Mẹ của Seol-hee.
- Kim Hak-sun vai Baek Jang-soo

Cha của Seol-hee.

### Diễn viên khác
- Jin Hee-kyung vai Hwang Bok-hee

Một người phụ nữ bí ẩn ở nơi các nhân vật chính sinh sống.
- Kim Kun-woo vai Kim Tak-su

Một võ sĩ nổi tiếng và đối thủ lớn nhất của Dong-man.
- Chae Dong-hyun vai Yang Tae-hee

Manager của Tak-su.
- Yang Ki-won vai Choi Won-bo

Huấn luyện viên của Tak-su.
- Lee Chae-eun
- Gong Sang-ah
- Lee Seo-hwan
- Baek Ji-won
- Kim Jae-cheol
- Jung Bo-ram
- Yoo Min-joo
- Park Ye-jin
- Yoon Yeo-hak
- Cha Sang-mi
- Kim Se-joon
- Park Seung-chan
- Han Geu-rim
- Ji Sung-geun
- Choi Na-moo
- Kim Tae-rang (Lồng tiếng)
- Yoon Ji-yeon (Lồng tiếng)

### Khách mời
- Kwak Dong-yeon vai Kim Moo-ki[10] (Tập 1)

Bạn trai cũ của Ae-ra, người đã phản bội cô.
- Jin Ji-hee as Jang Bo-ram (Tập 1 & 7)

Bạn học của Dong-man.
- Choi Woo-shik vai Park Moo-bin[11] (Tập 1-7)

Bạn cùng lớp thời trung học của Dong-man.
- Jung Soo-young as Young-sook (Tập 1)

Bạn gái mới lớn tuổi hơn của Moo-ki.
- Hwang Bo-ra vai Park Chan-sook[12] (Tập 1 & 2)

Bạn đại học của Ae-ra.
- Kim Dae-hwan
- In Gyo-jin vai Kim In-gyo[13]

Đồng nghiệp của Ae-ra.
- Jo Mi-ryung as Lee Ji-sook (Ep. 5)

Khách hàng VIP.
- Z.Hera vai Sonya (Tập 6, 8)

Bạn gái của Tak-su.
- Shin Yong-moon (Tập 8)
- Kwak Si-yang vai Kim Nam-il (Tập 11-16)

Con trai của Hwang Bok-hee.
- Julien Kang vai John Karellas (Tập 13-14, 16)

Huấn luyện viên của Dong-man.

## Sản xuất
- Bộ phim được đạo diễn bởi Lee Na-jeong (The Innocent Man) và được viết bởi Im Sang-choon (Becky's Back).
- Lần đọc kịch bản đầu tiên diễn ra vào ngày 24 tháng 3 năm 2017 tại KBS Annex Building ở Yeouido, Seoul, Hàn Quốc.[14][15]
- Nó đã được xác nhận rằng các diễn viên và đoàn làm phim sẽ có một kỳ nghỉ dưỡng tại đảo Jeju sau khi bộ phim kết thúc.[16][17][18]

## Nhạc phim

### Phần 1
| STT              | Nhan đề            | Phổ lời                                          | Phổ nhạc                 | Nghệ sĩ          | Thời lượng |
| ---------------- | ------------------ | ------------------------------------------------ | ------------------------ | ---------------- | ---------- |
| 1.               | "Dumbhead"         | Lee Jong-soo Kim Hyo-shin Lee Hyun-joo Miste.Lee | Lee Jong-soo Lee Han-min | Arie Band        | 3:19       |
| 2.               | "Dumbhead" (Inst.) |                                                  | Lee Jong-soo Lee Han-min |                  | 3:19       |
| Tổng thời lượng: | Tổng thời lượng:   | Tổng thời lượng:                                 | Tổng thời lượng:         | Tổng thời lượng: | 6:38       |

### Phần 2
| STT              | Nhan đề                 | Phổ lời          | Phổ nhạc         | Nghệ sĩ          | Thời lượng |
| ---------------- | ----------------------- | ---------------- | ---------------- | ---------------- | ---------- |
| 1.               | "Good Morning" (굿모닝) | Park Woo-sang    | Park Woo-sang    | Kassy            | 3:07       |
| 2.               | "Good Morning" (Inst.)  |                  | Park Woo-sang    |                  | 3:07       |
| Tổng thời lượng: | Tổng thời lượng:        | Tổng thời lượng: | Tổng thời lượng: | Tổng thời lượng: | 6:14       |

### Phần 3
| STT              | Nhan đề                          | Phổ lời          | Phổ nhạc         | Nghệ sĩ                       | Thời lượng |
| ---------------- | -------------------------------- | ---------------- | ---------------- | ----------------------------- | ---------- |
| 1.               | "Fight for My Way" (쌈,마이웨이) | Eom Ki-yeob      | Eom Ki-yeob      | HerCheck (Super Kidd) 2morrow | 03:34      |
| 2.               | "Fight for My Way" (Inst.)       |                  | Eom Ki-yeob      |                               | 03:34      |
| Tổng thời lượng: | Tổng thời lượng:                 | Tổng thời lượng: | Tổng thời lượng: | Tổng thời lượng:              | 07:08      |

### Phần 4
| STT              | Nhan đề                   | Phổ lời          | Phổ nhạc                 | Nghệ sĩ                                         | Thời lượng |
| ---------------- | ------------------------- | ---------------- | ------------------------ | ----------------------------------------------- | ---------- |
| 1.               | "Ambiguous" (알듯 말듯해) | August08         | Key U Wild Boar August08 | Seo Eunkwang, Im Hyun-sik, Yook Sung-jae (BtoB) | 03:45      |
| 2.               | "Ambiguous" (Inst.)       |                  | Key U Wild Boar August08 |                                                 | 03:45      |
| Tổng thời lượng: | Tổng thời lượng:          | Tổng thời lượng: | Tổng thời lượng:         | Tổng thời lượng:                                | 07:30      |

### Phần 5
| STT              | Nhan đề                                     | Phổ lời                   | Phổ nhạc         | Nghệ sĩ          | Thời lượng |
| ---------------- | ------------------------------------------- | ------------------------- | ---------------- | ---------------- | ---------- |
| 1.               | "Night Is Gone, Again" (또 밤이 지나버렸네) | Eom Ki-yeob Lee Young-joo | L.a.V            | Ryu Ji-hyun      | 03:30      |
| 2.               | "Night Is Gone, Again" (Inst.)              |                           | L.a.V            |                  | 03:30      |
| Tổng thời lượng: | Tổng thời lượng:                            | Tổng thời lượng:          | Tổng thời lượng: | Tổng thời lượng: | 07:00      |

### Đặc biệt
| STT              | Nhan đề            | Phổ lời               | Phổ nhạc              | Nghệ sĩ          | Thời lượng |
| ---------------- | ------------------ | --------------------- | --------------------- | ---------------- | ---------- |
| 1.               | "I Miss U"         | Kim Bum-joo Cha Yeoul | Kim Bum-joo Cha Yeoul | Cha Yeoul        | 03:23      |
| 2.               | "I Miss U" (Inst.) |                       | Kim Bum-joo Cha Yeoul |                  | 03:23      |
| Tổng thời lượng: | Tổng thời lượng:   | Tổng thời lượng:      | Tổng thời lượng:      | Tổng thời lượng: | 06:46      |

### Xếp hạng các ca khúc nhạc phim
| Title                                                         | Year | Peak chart positions | Sales           | Remarks |
| Title                                                         | Year | KOR Gaon             | Sales           | Remarks |
| ------------------------------------------------------------- | ---- | -------------------- | --------------- | ------- |
| "Good Morning" (Kassy)                                        | 2017 | 89                   | - KOR: 21,935+  | Phần 2  |
| "Ambiguous" (Seo Eunkwang, Im Hyun-sik, Yook Sung-jae (BtoB)) | 2017 | 37                   | - KOR: 155,093+ | Phần 4  |

## Tỉ lệ người xem
- Trong bảng dưới đây, các số màu xanh đại diện cho chỉ số xếp hạng thấp nhất và các số màu đỏ đại diện cho chỉ số xếp hạng cao nhất.

| Tập        | Ngày phát sóng      | Tỉ lệ người xem trung bình | Tỉ lệ người xem trung bình | Tỉ lệ người xem trung bình | Tỉ lệ người xem trung bình |
| Tập        | Ngày phát sóng      | TNmS Ratings               | TNmS Ratings               | AGB Nielsen                | AGB Nielsen                |
| Tập        | Ngày phát sóng      | Toàn quốc                  | Seoul                      | Toàn quốc                  | Seoul                      |
| ---------- | ------------------- | -------------------------- | -------------------------- | -------------------------- | -------------------------- |
| 1          | 22 tháng 5 năm 2017 | 5.6%                       | 6.4%                       | 5.4%                       | 6.2%                       |
| 2          | 23 tháng 5 năm 2017 | 6.4%                       | 6.7%                       | 6.0%                       | 6.3%                       |
| 3          | 29 tháng 5 năm 2017 | 9.1%                       | 10.2%                      | 10.7%                      | 11.4%                      |
| 4          | 30 tháng 5 năm 2017 | 9.0%                       | 10.9%                      | 10.0%                      | 10.5%                      |
| 5          | 5 tháng 6 năm 2017  | 8.3%                       | 9.7%                       | 10.6%                      | 11.5%                      |
| 6          | 6 tháng 6 năm 2017  | 9.4%                       | 11.4%                      | 11.4%                      | 12.1%                      |
| 7          | 12 tháng 6 năm 2017 | 8.7%                       | 9.2%                       | 10.9%                      | 11.3%                      |
| 8          | 13 tháng 6 năm 2017 | 8.7%                       | 10.1%                      | 9.8%                       | 10.1%                      |
| 9          | 19 tháng 6 năm 2017 | 10.5%                      | 8.7%                       | 6.4%                       | 7.8%                       |
| 10         | 20 tháng 6 năm 2017 | 10.3%                      | 11.3%                      | 11.2%                      | 11.9%                      |
| 11         | 26 tháng 6 năm 2017 | 10.5%                      | 12.7%                      | 12.0%                      | 13.2%                      |
| 12         | 27 tháng 6 năm 2017 | 8.5%                       | 9.4%                       | 11.9%                      | 13.1%                      |
| 13         | 3 tháng 7 năm 2017  | 11.2%                      | 11.6%                      | 12.6%                      | 13.5%                      |
| 14         | 4 tháng 7 năm 2017  | 11.4%                      | 11.5%                      | 13.0%                      | 14.2%                      |
| 15         | 10 tháng 7 năm 2017 | 12.0%                      | 12.5%                      | 12.9%                      | 13.8%                      |
| 16         | 11 tháng 7 năm 2017 | 11.4%                      | 11.4%                      | 13.8%                      | 14.4%                      |
| Trung bình | Trung bình          | 9.4%                       | 10.4%                      | 10.9%                      | 11.7%                      |

## Giải thưởng và đề cử
| Năm  | Giải thưởng                           | Hạng mục                                  | Đề cử                       | Kết quả   | Nguồn  |
| ---- | ------------------------------------- | ----------------------------------------- | --------------------------- | --------- | ------ |
| 2017 | Brand of the Year Awards              | Drama of the Year                         | Thanh xuân vật vã           | Đoạt giải | [ 23 ] |
| 2017 | 10th Korea Drama Awards               | Excellence Award, Actor                   | Ahn Jae-hong                | Đề cử     | [ 24 ] |
| 2017 | 10th Korea Drama Awards               | Excellence Award, Actress                 | Song Ha-yoon                | Đoạt giải | [ 24 ] |
| 2017 | 1st The Seoul Awards                  | Best Drama                                | Thanh xuân vật vã           | Đề cử     | [ 25 ] |
| 2017 | 1st The Seoul Awards                  | Best Supporting Actor                     | Ahn Jae-hong                | Đề cử     | [ 25 ] |
| 2017 | 1st The Seoul Awards                  | Best Supporting Actress                   | Song Ha-yoon                | Đề cử     | [ 25 ] |
| 2017 | 2nd Asia Artist Awards                | Fabulous Award                            | Park Seo-joon               | Đoạt giải |        |
| 2017 | 2nd Asia Artist Awards                | Best Star Award                           | Park Seo-joon               | Đoạt giải |        |
| 2017 | 9th Melon Music Awards                | Best OST                                  | "Good Morning"              | Đề cử     |        |
| 2017 | 31st KBS Drama Awards                 | Top Excellence Award, Actor               | Park Seo-joon               | Đề cử     |        |
| 2017 | 31st KBS Drama Awards                 | Top Excellence Award, Actress             | Kim Ji Won                  | Đề cử     |        |
| 2017 | 31st KBS Drama Awards                 | Excellence Award, Actor in a Miniseries   | Park Seo-joon               | Đoạt giải |        |
| 2017 | 31st KBS Drama Awards                 | Excellence Award, Actress in a Miniseries | Kim Ji Won                  | Đoạt giải |        |
| 2017 | 31st KBS Drama Awards                 | Best Supporting Actor                     | Kim Sung-oh                 | Đoạt giải |        |
| 2017 | 31st KBS Drama Awards                 | Best Supporting Actress                   | Song Ha-yoon                | Đề cử     |        |
| 2017 | 31st KBS Drama Awards                 | Best New Actor                            | Ahn Jae-hong                | Đoạt giải |        |
| 2017 | 31st KBS Drama Awards                 | Best New Actress                          | Pyo Ye-jin                  | Đề cử     |        |
| 2017 | 31st KBS Drama Awards                 | Netizen Award – Male                      | Park Seo-joon               | Đoạt giải |        |
| 2017 | 31st KBS Drama Awards                 | Netizen Award – Female                    | Kim Ji Won                  | Đoạt giải |        |
| 2017 | 31st KBS Drama Awards                 | Best Couple Award                         | Park Seo-joon & Kim Ji Won  | Đoạt giải |        |
| 2017 | 31st KBS Drama Awards                 | Best Couple Award                         | Ahn Jae-hong & Song Ha-yoon | Đề cử     |        |
| 2017 | 31st KBS Drama Awards                 | Best Young Actor                          | Jo Yeon-ho                  | Đề cử     |        |
| 2017 | 31st KBS Drama Awards                 | Best Young Actress                        | Lee Han-seo                 | Đề cử     |        |
| 2017 | 31st KBS Drama Awards                 | Best OST                                  | "Ambiguous"                 | Đoạt giải |        |
| 2018 | 30th Korea Producer Awards            | Best Drama                                | Thanh xuân vật vã           | Đoạt giải | [ 26 ] |
| 2018 | 54th Baeksang Arts Awards             | Best Drama                                | Thanh xuân vật vã           | Đề cử     | [ 27 ] |
| 2018 | 54th Baeksang Arts Awards             | Best Screenplay                           | Im Sang-choon               | Đề cử     | [ 27 ] |
| 2018 | 54th Baeksang Arts Awards             | Best Actor                                | Park Seo-joon               | Đề cử     | [ 27 ] |
| 2018 | 54th Baeksang Arts Awards             | Best Supporting Actor                     | Ahn Jae-hong                | Đề cử     | [ 27 ] |
| 2018 | 54th Baeksang Arts Awards             | Best Supporting Actress                   | Song Ha-yoon                | Đề cử     | [ 27 ] |
| 2018 | KBS WORLD Global Fan Awards           | Best Couple                               | Park Seo-joon & Kim Ji-won  | Đoạt giải | [ 28 ] |
| 2018 | 13th Seoul International Drama Awards | Excellence Award for Korean Drama         | Thanh xuân vật vã           | Đoạt giải | [ 29 ] |
| 2018 | 13th Seoul International Drama Awards | Outstanding Korean Actor                  | Park Seo-joon               | Đoạt giải | [ 29 ] |

## Phát sóng quốc tế
- Philippines – Các tập của bộ phim đã được phát sóng trên KBS WORLD vài giờ sau khi phát sóng tại Hàn Quốc kết thúc với phụ đề tiếng Anh[30] và có sẵn để phát trên Viu Philippines và iflix.[31][32] Bộ phim được phát sóng trên đài truyền hình (GMA Network) vào ngày 19 tháng 2 đến ngày 10 tháng 4 năm 2018 được lồng tiếng bằng tiếng Filipino.[33]
- Nhật Bản – WOWOW (tháng 1 năm 2018)[34]
- Malaysia - KBS World TV (tháng 5 năm 2017 – tháng 7 năm 2017), 8TV (ngày 11 tháng 11 năm 2017 – tháng 1 năm 2018)
- Singapore - KBS World TV (tháng 5 năm 2017 – tháng 7 năm 2017), Mediacorp Channel U (8 tháng 3 năm 2018 – tháng 4 năm 2018)
- Indonesia - KBS World (2017) (23 tháng 5 năm 2017 – 12 tháng 7 năm 2017), antv (Upcoming)
- Sri Lanka - Iflix với phụ đề tiếng Sinhala và tiếng Anh.[35]
- Nga - Dorama (2019) (tháng 1 năm 2019 – tháng 2 năm 2019) được lồng tiếng bằng tiếng Nga.